# 韋赫諾湖
57°04′47″N 29°11′42″E / 57.07972°N 29.19500°E
韋赫諾湖（俄语：Вехно），是俄羅斯的湖泊，位於該國西北部，由普斯科夫州負責管轄，處於新勒熱夫區，面積2.3平方公里，集水區面積7.4平方公里，平均水深4.6米，最大水深7米。